# Бригитта Харальдсдоттер
Бригитта Харальдсдоттер (Биргитта; швед. Birgitta Haraldsdotter; ок. 1131 — ок. 1208) — королева-консорт Швеции, супруга короля Швеции Магнуса Хенриксена.

## Биография
Бригитта Харальдсдоттер была незаконнорождённой дочерью короля Норвегии Харальда IV. Имя её матери неизвестно, но, возможно ею была Тора Гуттормсдоттир, давняя любовница ее отца и мать короля Сигурда II.
Согласно легенде её первым мужем был король Инге II Младший, но это не представляется возможным; скорее всего, её первый брак был со шведским графом Карлом Сунессоном. Она была замужем за Магнусом Хенриксеном, сыном своей мачехи Ингрид Рагнвальдсдоттир и её первого мужа Хенрика Скаделора. Её муж занимал шведский престол в 1160—1161 годах. После его смерти в 1161 году она снова вышла замуж за шведского ярла Биргера Бросу. Её дочь от этого брака, Ингегерд Биргерсдоттер, была королевой Швеции в 1200—1222 годах.
В 1174 году норвежский претендент на престол Эйстейн III Девчушка, который утверждал, что является её племянником, попросил поддержки у неё и её мужа; они оказали ему поддержку. В 1176 году норвежский претендент на престол Сверрир Сигурдссон также попросил поддержки. Сначала они его отвернули, но в 1177 году они посоветовали биркебейнерам признать Сверре своим королём и поддержали его. Сын Бригитты, Филипп, также присоединился к Сверре. Броса умер в 1202 году. В 1205 году возник конфликт между её дочерью, королевой Ингегерд, и домом Фолькунгов.
Даты рождения и смерти Бригитты точно неизвестны. После смерти второго супруга в 1202 году она удалилась в женский монастырь Рисеберга в Нерке, где умерла и была похоронена.

## Дети
- Филипп Биргерссон[швед.] (ум. 1200), ярл Норвегии на службе у короля Сверрира и один из его самых преданных сторонников.
- Кнут Биргерссон, ярл Швеции. Согласно одному из источников, Кнут был женат на дочери короля Кнута I по имени Сигрид. Он был убит в 1208 году в битве под Леной (по другим источникам в 1210 году в битве при Гестилрене).
- Фольке Биргерссон (более известный как Фольке Ярл), ярл Швеции, убит в 1210 году в битве при Гестилрене.
- Магнус Биргерссон
- Ингегерд Биргерсдоттер, вышла замуж за короля Сверкера II, став матерью короля Юхана I.
- Кристина Биргерсдоттер
- Маргарета Биргерсдоттер